# チラクチ
チラクチ (ラテン文字:Chiroqchi, Chirakchi、ウズベク語: Chiroqchi / Чироқчи、ロシア語: Чиракчи) はウズベキスタン・カシュカダリヤ州の都市である。州都のカルシからは東に約75kmの位置にある。2012年の人口は20,864人となっている。「チロクチ」と表記されることもある。

## 概要
1980年に都市として設立された。街の付近にはカシュカダリヤ川を利用した貯水池があり、これを利用した灌漑農業が盛んである。